# Grassau, Bayern
Grassau är en köping (Markt) i Landkreis Traunstein i Regierungsbezirk Oberbayern i förbundslandet Bayern i Tyskland.